# 577-й гаубичный артиллерийский полк
577-й гаубичный артиллерийский полк, также 577-й гаубичный артиллерийский полк Резерва главного командования — воинская часть Вооружённых Сил СССР в Великой Отечественной войне.

## История
Полк сформирован в ноябре 1940 года. На вооружении полка стояли 152-мм гаубицы
В действующей армии с 24 июня 1941 по 15 сентября 1943 года. На 24 июня 1941 года располагается на Карельском перешейке, занимает оборону на участке Ристалахти — Кирконпуоле. С началом наступления финских войск с конца июля 1941 года ведёт бои, попадает в окружение, частично теряет материальную часть, с 15 августа 1941 года из окружения выходит и вплоть до конца 1942 года дислоцируется в районе Сестрорецка на старой советско-финской границе, периодически привлекаясь к операциям, проводимым фронтом. Так, с конца сентября 1941 года и до конца декабря 1941 года 1-й дивизион полка действует поддерживая советские войска на Невском пятачке, с 16 июля 1942 года он же принимал участие в Старо-Пановской наступательной операции, которую проводила 42-я армия. В сентябре 1942 года поддерживает огнём переправу 70-й стрелковой дивизии через Неву в районе Невской Дубровки.
В октябре 1942 года передан в 67-ю армию, и в её составе участвует в январе 1943 года в операции «Искра». 14 января 1943 года вошёл в состав 80-й тяжёлой гаубичной артиллерийской бригады. В начале февраля 1943 года был оперативно подчинён 55-й армии и в её составе принимал участие в Мгинско-Шапкинской операции. К апрелю 1943 года вновь вошёл в состав бригады и действует в районе Синявино
В августе 1943 года вновь стал отдельным полком, будучи выведенным из состава бригады. С 10 сентября 1943 года на базе полка сформирована 2-я тяжёлая гаубичная артиллерийская бригада, 15 сентября 1943 года полк расформирован.

## Подчинение
| Дата            | Фронт (округ)                                                 | Армия      | Корпус                                       | Дивизия | Бригада                                       | Примечания                                                            |
| --------------- | ------------------------------------------------------------- | ---------- | -------------------------------------------- | ------- | --------------------------------------------- | --------------------------------------------------------------------- |
| 22.06.1941 года | Северный фронт                                                | -          | -                                            | -       | -                                             | -                                                                     |
| 01.07.1941 года | Северный фронт                                                | -          | -                                            | -       | -                                             | -                                                                     |
| 10.07.1941 года | Северный фронт                                                | -          | -                                            | -       | -                                             | -                                                                     |
| 01.08.1941 года | Северный фронт                                                | 23-я армия | -                                            | -       | -                                             | -                                                                     |
| 01.09.1941 года | Ленинградский фронт                                           | 23-я армия | -                                            | -       | -                                             | -                                                                     |
| 01.10.1941 года | Ленинградский фронт                                           | 23-я армия | -                                            | -       | -                                             | кроме 1-го дивизиона в подчинении Невской оперативной группы          |
| 01.11.1941 года | Ленинградский фронт                                           | 23-я армия | -                                            | -       | -                                             | кроме 1-го дивизиона в подчинении Невской оперативной группы          |
| 01.12.1941 года | Ленинградский фронт                                           | 23-я армия | -                                            | -       | -                                             | кроме 1-го дивизиона в подчинении Невской оперативной группы          |
| 01.01.1942 года | Ленинградский фронт                                           | 23-я армия | -                                            | -       | -                                             | -                                                                     |
| 01.02.1942 года | Ленинградский фронт                                           | 23-я армия | -                                            | -       | -                                             | -                                                                     |
| 01.03.1942 года | Ленинградский фронт                                           | 23-я армия | -                                            | -       | -                                             | -                                                                     |
| 01.04.1942 года | Ленинградский фронт                                           | 23-я армия | -                                            | -       | -                                             | -                                                                     |
| 01.05.1942 года | Ленинградский фронт (Группа войск Ленинградского направления) | 23-я армия | -                                            | -       | -                                             | -                                                                     |
| 01.06.1942 года | Ленинградский фронт (Ленинградская группа войск)              | 23-я армия | -                                            | -       | -                                             | -                                                                     |
| 01.07.1942 года | Ленинградский фронт                                           | 23-я армия | -                                            | -       | -                                             | -                                                                     |
| 01.08.1942 года | Ленинградский фронт                                           | 23-я армия | -                                            | -       | -                                             | -                                                                     |
| 01.09.1942 года | Ленинградский фронт                                           | 23-я армия | -                                            | -       | -                                             | -                                                                     |
| 01.10.1942 года | Ленинградский фронт                                           | -          | -                                            | -       | -                                             | -                                                                     |
| 01.11.1942 года | Ленинградский фронт                                           | 67-я армия | -                                            | -       | -                                             | -                                                                     |
| 01.12.1942 года | Ленинградский фронт                                           | 67-я армия | -                                            | -       | -                                             | -                                                                     |
| 01.01.1943 года | Ленинградский фронт                                           | 67-я армия | Артиллерийская дивизия Ленинградского фронта | -       | -                                             | -                                                                     |
| 01.02.1943 года | Ленинградский фронт                                           | 67-я армия | 28-я артиллерийская дивизия                  | -       | 80-я тяжёлая гаубичная артиллерийская бригада | -                                                                     |
| 01.03.1943 года | Ленинградский фронт                                           | 55-я армия | 28-я артиллерийская дивизия                  | -       | 80-я тяжёлая гаубичная артиллерийская бригада | оставаясь в составе бригады, действовал отдельно в составе 55-й армии |
| 01.04.1943 года | Ленинградский фронт                                           | 67-я армия | 28-я артиллерийская дивизия                  | -       | 80-я тяжёлая гаубичная артиллерийская бригада | -                                                                     |
| 01.05.1943 года | Ленинградский фронт                                           | 67-я армия | 28-я артиллерийская дивизия                  | -       | 80-я тяжёлая гаубичная артиллерийская бригада | -                                                                     |
| 01.06.1943 года | Ленинградский фронт                                           | 67-я армия | 28-я артиллерийская дивизия                  | -       | 80-я тяжёлая гаубичная артиллерийская бригада | -                                                                     |
| 01.07.1943 года | Ленинградский фронт                                           | 67-я армия | 28-я артиллерийская дивизия                  | -       | 80-я тяжёлая гаубичная артиллерийская бригада | -                                                                     |
| 01.08.1943 года | Ленинградский фронт                                           | 67-я армия | 28-я артиллерийская дивизия                  | -       | 80-я тяжёлая гаубичная артиллерийская бригада | -                                                                     |
| 01.09.1943 года | Ленинградский фронт                                           | 67-я армия | -                                            | -       | -                                             | -                                                                     |

## Командиры
- Федотов Фёдор Яковлевич, майор (1941 — 02.1942)
- подполковник Несветайло Михаил Петрович.

## Известные люди, связанные с полком
- Иванов, Виктор Петрович, в годы войны сын полка, ординарец комиссара полка, впоследствии капитан 1 ранга, известный детский писатель, член Союза писателей России[2]